# Paróquia São Francisco de Assis (Jundiaí do Sul)
A Paróquia São Francisco de Assis é uma circunscrição eclesiástica da Igreja Católica Apostolica Romana que se localiza no município de Jundiaí do Sul, no estado do Paraná. Foi fundada a 19 de abril de 1950, a Paróquia é pertencente a Diocese de Jacarezinho. É administrada pelos Padres Diocesanos, seu Pároco atual é o Padre Osvaldo José dos Santos.

## História

### Chegada da fé em Jundiaí do Sul
A fé Católica Apostólica Romana chegou Jundiaí do Sul junto com os colonizadores em 1917, a primeira Santa Missa foi Celebrada em 1919 as margens do Ribeirão Noite Negra, pelo Sacerdote Frei Belino Maria de Treviso, que foi o primeiro Pároco de Siqueira Campos-PR. Com o avanço da fé Católica, em 1927 foi erguida a primeira Capela, feita de madeira e sape. No ano de 1932 o Franciscano Frei Henrique de Treviso, construiu uma Capela de madeira.
Assim com o avanço da cidade foi decidido fazer uma Igreja maior e de alvenaria assim em 28 de março de 1939 às 10h30, ocorreu o lançamento da Pedra Fundamental da Igreja Matriz (Paróquia São Francisco de Assis), a obra durou 17 meses e foi concluída em 4 de outubro de 1940, a construção foi comandada pelo Frei Henrique Treviso, a planta da Igreja é similar a uma Igreja da comuna italiana de Treviso, nesta época a Igreja construída foi considerada a melhor Igreja do Norte Pioneiro Paranaense.
Em 1950 no dia 19 de abril com o então terceiro Bispo da Diocese de Jacarezinho, Dom Geraldo de Proença Sigaud, elevou a Paróquia, sendo nomeado o Padre Carlos Weiss (Karl Weiẞ) como o primeiro Padre da nova Paróquia.

## Párocos
| N.º | Pároco | Pároco                             | Início                  | Fim      | Ordem Religiosa             | Titularidade          | Nacionalidade    |
| --- | ------ | ---------------------------------- | ----------------------- | -------- | --------------------------- | --------------------- | ---------------- |
| 01  |        | Carlos Weiss                       | 19 de abril de 1950     | 1951     | Missionário do Verbo Divino | Padre                 | Reino da Prússia |
| 02  |        | José Gomes Vieira                  | 21 de outubro de 1951   | 1955     | -                           | Padre                 | Brasil           |
| 03  |        | Teófilo Carlos Almazan             | 29 de junho de 1955     | 1961     | -                           | Padre                 | Reino da Espanha |
| 04  |        | Júlio Hartmann                     | 15 de fevereiro de 1961 | 1964     | Vicentino                   | Padre                 | Brasil           |
| 05  |        | Aluisio Orzulik                    | 24 de abril de 1964     | 1970     | Vicentino                   | Cônego                | Áustria-Hungria  |
| 06  |        | Luciano Maria Usai                 | 01 de janeiro de 1971   | 1981     | Xaveriano                   | Padre Tenente Capelão | Reino da Itália  |
| 07  |        | Nicolau Nejnek                     | 04 de dezembro de 1981  | 1984     | Vicentino                   | Padre                 | Brasil           |
| 08  |        | Wladislaw Obora                    | 10 de novembro de 1984  | 1992     | Salesiano                   | Padre                 | Áustria-Hungria  |
| 09  |        | José Carlos da Silva               | 14 de junho de 1992     | 1995     | -                           | Padre dispensado      | Brasil           |
| 10  |        | José Orlando de Proença            | 27 de janeiro de 1996   | 1997     | -                           | Padre                 | Brasil           |
| 11  |        | Tobias Ferreira Rosa               | 08 de janeiro de 1997   | 2004     | -                           | Monsenhor             | Brasil           |
| 12  |        | Francisco Valberto Marinho Barreto | 16 de janeiro de 2004   | 2005     | -                           | Padre                 | Brasil           |
| 13  |        | Delcino Rafael de Carvalho         | 27 de março de 2005     | 2005     | -                           | Padre                 | Brasil           |
| 14  |        | Ivan Néia                          | 01 de agosto de 2005    | 2011     | -                           | Padre                 | Brasil           |
| 15  |        | José Louriano Coutinho             | 03 de março de 2011     | 2019     | -                           | Padre dispensado      | Brasil           |
| 16  |        | Rui Jorge da Rosa                  | 03 de fevereiro de 2019 | 2023     | -                           | Padre                 | Brasil           |
| 17  |        | Osvaldo José dos Santos            | 01 de fevereiro de 2023 | Presente | -                           | Padre                 | Brasil           |